# Murgeni
Murgeni est une ville roumaine située dans le județ de Vaslui.